# Vaumas
 Vaumas  là một xã ở tỉnh Allier thuộc miền trung nước Pháp.